# Mattias von Björnbourg
Mattias von Björnbourg, tidigare Björnbourg, född 25 februari 1683 i Ronneby församling, Blekinge län, död 13 september 1745, var en svensk militär som deltog i slaget vid Poltava och kalabaliken i Bender.

## Biografi
von Björnbourg föddes 1683 i Ronneby, Ronneby församling. Han var son till överinspektorn Peder Mattsson Borg och Christina Ståhl. von Björnbourg började som volontär vid Sinclairs bataljon år 1700. Den 2 december 1706 började han som kornett vid Dückers dragonregemente och avancerade den 1 mars 1709 till löjtnant. Under tiden där deltog han i slaget vid Poltava och kalabaliken i Bender. Han blev 13 december 1713 ryttmästare vid Pommerska kavalleriregementet och förflyttades 9 mars 1717 till Norra skånska kavalleriregementet, konfirmerad fullmakt 15 mars samma år. von Björnbourg fick blev 26 juni ryttmästare vid Norra skånska kavalleriregementet och tog avsked från tjänsten 30 september 1719. Han tilldelades den 21 december 1719 överstelöjtnants titel. von Björnbourg adlades 18 februari 1720 till von Björnbourg och introducerades samma år i Sveriges Riddarhus som nummer 1714. Han avled 1745.

### Egendom
von Björnbourg ägde Sjötuna i Kumla socken.

### Familj
von Björnbourg gifte sig 1 maj 1735 i Sankt Nikolai församling i Stockholm med Anna Maria Rudbeck (1709–1785), dotter till arkiatern Olof Rudbeck den yngre och hans andra fru Anna Catharina Schönström. Efter von Björnbourgs död gifte Rudbeck som sig med majoren Bleckert Andreas Blomensköld.